# Village de vacances du CCE Air France Le Graffionier
Le Graffionier est un village de vacances créé et détenu par le comité social et économique (CSE) d’Air France à Gassin.
Il a été réalisé par deux architectes de l’Atelier d’urbanisme et d’architecture. Inauguré le 3 avril 1970, il a été l’objet d’une controverse relative à son architecture moderne de la tendance brutaliste, dont les principaux traits ont été effacés lors d’une restructuration dans les années 1980.

## Présentation

### Situation
Le village de vacances se situe dans la forêt des Maures, sur un terrain de 33 hectares, au cœur de la presqu’île de Saint-Tropez. Il se trouve à moins de dix kilomètres des villages de Gassin et de Ramatuelle, des plages de Cavalaire-sur-Mer et La Croix-Valmer. Le haut du village se trouve à moins d’un kilomètre du sentier de grande randonnée 51.

### Structures
Concernant les hébergements, le village est structuré autour d’un bâti principal qui abrite l’hôtel Le Mas (21 chambres) créé lors de la restructuration de 1988. Quatre hameaux accueillent 135 appartements. Le village dispose aussi de « gîtes natures » et d’un camping avec 100 emplacements, ouvert en juillet 1971,. Il dispose d’une capacité d’accueil totale de 682 lits.
Les touristes disposent sur place de deux restaurants sur place plus un snack en bord de mer, et de diverses installations : une salle de spectacle, une discothèque, un bar, trois courts de tennis, plusieurs piscines, un terrain multi-sports et une aire de jeux pour les enfants.

### Toponymie
Le nom du Graffionier vient du provençal graffiounier, qui désigne le bigarreautier, une forme domestiquée du cerisier sauvage.
Celui de La Vernatelle, qui a donné son nom au camping du village, est également un nom issu du provençal. Vernatello signifie « petite aulnaie », dérivé du provençal verno, « aulne ».
Le nom du centre du village, La Bastide, marque la volonté des créateurs du site de proposer une architecture moderne novatrice mais s’intégrant, en la renouvelant, dans la tradition régionale,,. Parmi les autres noms de lieux donnés aux hameaux du village et à ses rues, citons l’écrivain Saint-Exupéry et plusieurs de ses œuvres, ainsi que le peintre Jean Lurçat. L’hôtel est baptisé d’un autre nom provençal, le Mas. La plupart de ces noms, ceux de Joseph Cosma, Jacques Becker, des astronautes américains et cosmonautes russes, des œuvres de l’auteur du Petit Prince, ont disparu. La salle de spectacle est baptisée du nom de Gérard Philipe.

### Accès à la mer
Pour permettre aux vacanciers venus à Gassin de profiter de la mer, le CCE fait l’acquisition d’un terrain au lieu-dit Le Moulin à Cavalaire, acquis grâce à l’intervention du doyen des députés de l'Assemblée nationale, le communiste Virgile Barel. Le centre nautique fut nommé « Le Moulin Liliane Guillot », en hommage à l’ancienne présidente de la commission centrale des programmes et plans du CCE, qui permit la création du village de Gassin. Le nom a par la suite été effacé.

## Histoire et architecture

### Le prolongement d’une installation à Gassin

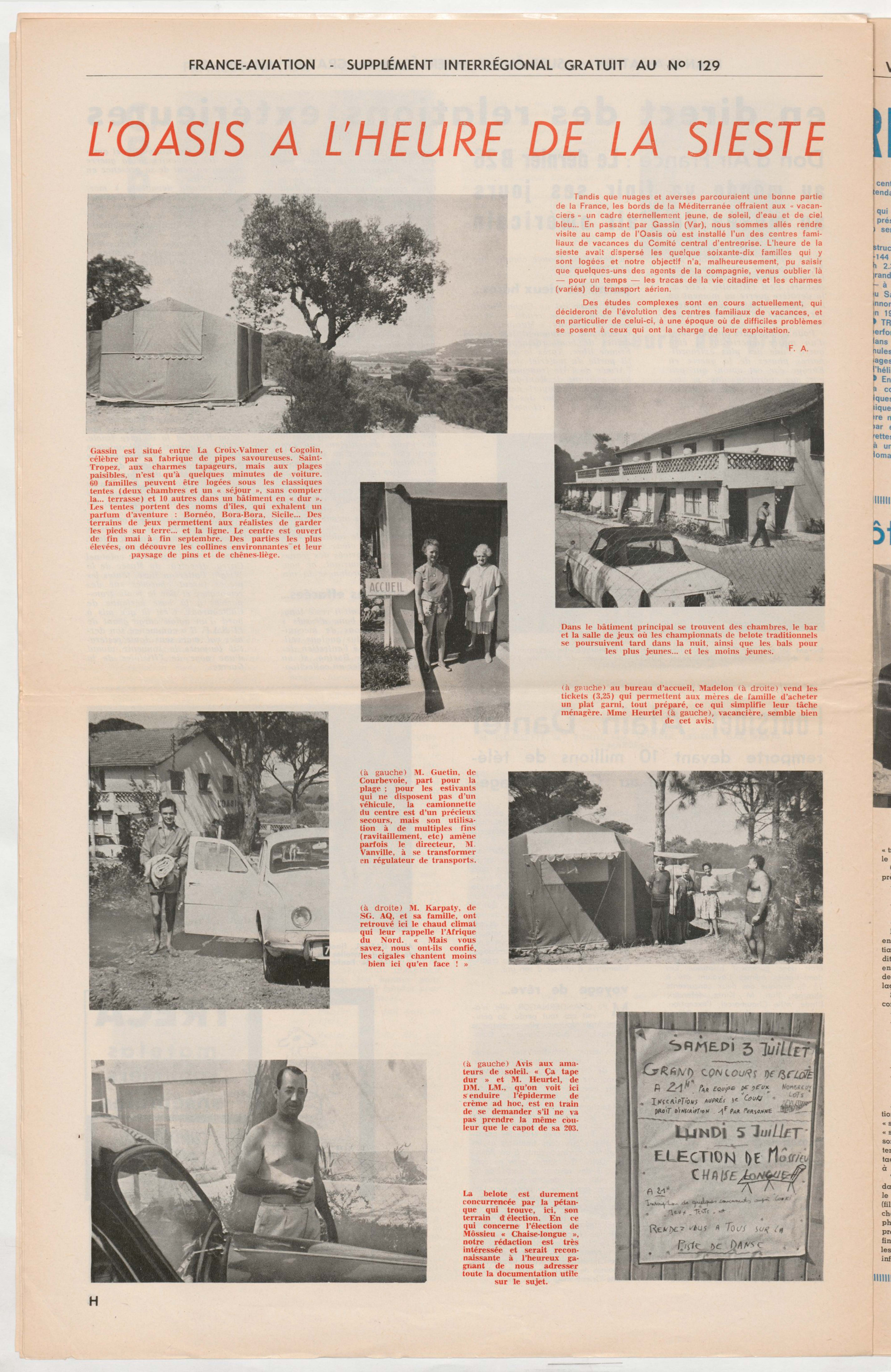
Reportage au Parc Oasis du magazine France Aviation.

Lorsque le CCE d’Air France décide d’installer son futur village de vacances à Gassin, la commune est déjà connue de l’organisme. Il a ouvert à Gassin en 1962 l’un de ses trois centres familiaux de vacances, L’Oasis,. Situé sur le bord de la RD 559, entre Cogolin et La Croix-Valmer, il se trouve à moins de cinq kilomètres du futur village du Graffionier. Des chalets y sont en vente en 1961.
La nécessité d’un village de vacances est évoquée peu après. C’est par hasard que le gardien de L’Oasis découvre un terrain qui vient de brûler et dont le propriétaire effectue le nettoyage. Après la visite sur place de deux dirigeants du CCE, Gérard Gaudicheau et Fernand Cotentin, le site est choisi pour un futur « village de vacances provençal ».
Une étude est menée par des sociologues pour déterminer les besoins pour un village de vacances familial, après la réalisation d’une enquête en 1965.
L’architecte initialement choisi se désiste au vu des fortes pentes du site. Le projet est discuté lors d’une session du CCE fin 1965 ; une maquette est présentée en 1966. Un permis de construire est déposé en août et les travaux sont envisagés pour l’année suivante. Les choix des architectes sont fortement discutés et le permis de construire n’est validé qu’en 1968.

### Un projet architectural de l’AUA
Le village de vacances du Graffionier est un projet commencé en 1965 et ayant ouvert en 1970, à une époque où les projets ce type se multiplient sur la Côte d’Azur. Le principe du lancement des travaux est acté par le CCE au début de 1968. La première pierre est posée en 1969, dans les premières semaines de l’année.
Après le désistement du premier architecte, le projet est porté par l’Atelier d’urbanisme et d’architecture (AUA) de Paris avec deux de ses principaux membres : Paul Chemetov et Jean Deroche. Deux autres architectes ont été approchés : Jean Nouvel et Serge Renaudy. D’autres membres de l’AUA participèrent au projet dont Annie Tribel pour les équipements intérieurs, Miroslav Kostanjevac et J. Venturelli pour la structure, Michel Corrajoud pour le paysage, Max Soumagnac pour la polychromie ainsi que Rémi Deroche et Louis Deroche.
Le projet est présenté comme novateur et social par ses artisans, proches du Parti communiste. Les deux architectes s’inspirent des projets Roq et Rob de Le Corbusier, ainsi que celui de Djenan el Hassan de Roland Simounet et de l’architecture brutaliste.
Ses promoteurs souhaitaient concilier le besoin d’intimité et les rencontres, à travers la mise en place d’espaces communs (restaurant, buanderie). Ils proposent la mise en avant du béton brut considéré comme un matériau noble à l’égal du bois ou de l’acier,.
La commission des permis de conduire refuse le projet, jugé trop brutaliste, et fait introduire de nombreuses adaptations pour que le projet soit plus adapté au caractère régional.

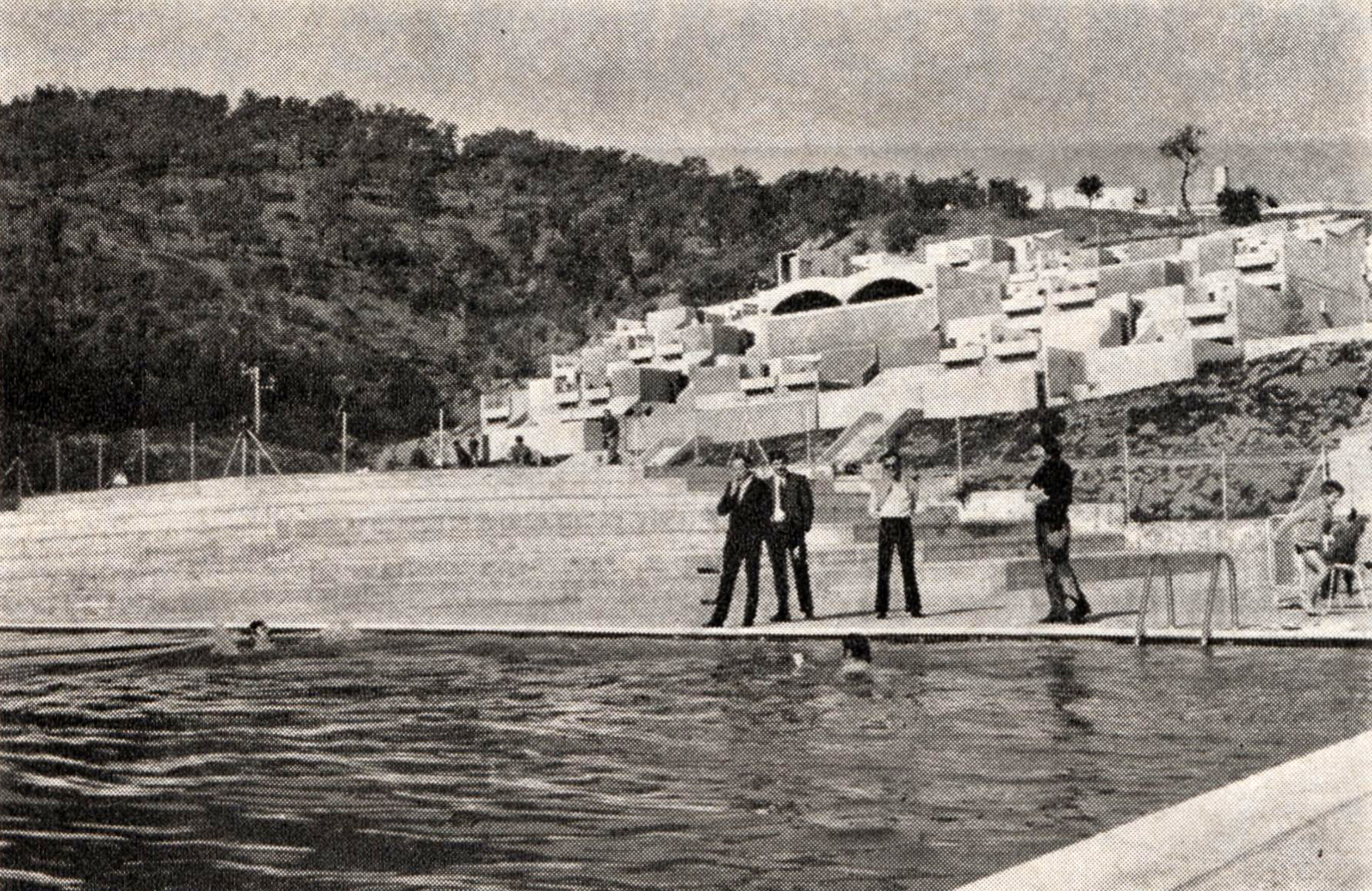
Vue de deux hameaux du village depuis la piscine

Les choix assumés de l’équipe de l’AUA de privilégier le béton et de mettre des toits-terrasses au cœur du projet, des traits architecturaux non provençaux, provoquèrent la colère d’une partie des habitants et une importante polémique dans le monde urbanistique.
En 1972, Jean Deroche , revient sur la réalisation de ce projet :

« Le problème posé par le projet de village de vacances du Graffionier à Gassin, l’était sur deux plans : Tout d’abord celui fondamental de la spécificité du programme. L’expérience, déjà poussée ailleurs d’un tel programme, nous avait amené aux conclusions suivantes : un tel village diffère profondément de tous les autres programmes touristiques, et d’abord, ce n’est pas un hôtel, proprement dit, il ne s’agit pas seulement d’héberger des personnes en vacances, mais aussi de permettre leur distraction, leur rencontre ou au contraire leur isolement volontaire, leur détente, leur repos. Plus spécifiquement, il s’adresse à des familles, des familles de travailleurs qui sans ces réalisations auraient de véritables problèmes pour organiser des vacances qui leur sont si nécessaires et dont ils rêvent tant. Donc ce sera aussi autre chose que ce que l’industrie du tourisme a inventé depuis quelques années : ces « clubs » dont la loi, même dans le meilleur des cas reste le profit maximum. Le deuxième plan était fait des contraintes du site et du terrain... tout ceci a déterminé une architecture qui puise au plus profond de la tradition architecturale méditerranéenne — pas provençale ! pas de régionalisme ! c’est-à-dire précisément accrochée à la pente dure et monolithique. Nous avons donné à chaque logis une vaste terrasse accessible, en utilisant précisément le système à « gradins ». Nous avons utilisé un système constructif très franc justement en rapport avec la tradition des bâtisseurs de ce pays, refusant tout pastiche et prenant en compte la juste dose de préfabrication que l’échelle du chantier nous permettait. Nous avons cherché à faire une architecture simple, économique, mais qui offre le véritable : l’espace, le soleil et la vue de ces admirables paysages, l’intimité ou la rencontre ou le choix. Mais aussi une architecture véritablement contemporaine qui pose des problèmes, qui donne à réfléchir, convaincus que nous sommes de l’importance fondamentale de cet aspect de l’architecture. »

### L’architecture du village critiquée par des habitants et des professionnels
« On a fait des terrasses, oui c’est pas mal les terrasses, mais ce qu’on vient chercher en Provence, c’est la Provence, c’est pas la casbah de l’Algérie ni du Maroc : on veut des génoises et de la tuile ronde »

dénonce  le maire de Gassin René Chapelle en 1970 dans un sujet de l’émission Vivre aujourd’hui. La télévision consacre la moitié de son émission au cas du village de vacances de Gassin qui accueille ses premiers visiteurs depuis son inauguration le 3 avril 1970. Il refuse le premier projet et oblige la création d’une piste permettant de relier le centre à la route départementale passant près de là, sur le territoire de la commune. Il exige également d’un parement de tuiles sur les façades des principaux bâtiments. Le projet se heurte également à l’hostilité de la préfecture. Le projet fut débloqué après l’intervention de Paul Moroni, vice-président d’Air France et ancien secrétaire d’État à l’Aviation.
L’ORTF donne la parole à différents protagonistes de la polémique autour du choix architectural. Selon son principal artisan, Jean Deroche, « sous des prétextes d’architecture, on nous reprochait surtout de faire un village de vacances pour un comité d’entreprise. Je crois que c’est là le fond du problème ».
Deux visions s’affrontent : les acteurs de l’AUA revendiquent clairement leur opposition au projet mené par exemple par François Spoerry à Port Grimaud,. Les deux projets, celui de l’AUA et celui de François Spoerry - qui construira 25 ans plus tard le nouveau village de Gassin - sont présentés comme deux extrêmes irréconciliables. Les autorités, présentes en masse lors de la pose de la première pierre (le préfet du Var est présent ainsi que les maires de Gassin et La Croix-Valmer) le 10 février 1969,, sont absentes lors de l’inauguration un an plus tard.
Le Graffionier est cité comme exemple dans le Times qui considère que l’investissement pour des équipements de loisirs est une mesure du progrès d’un pays.
L’entrée du centre se fait par le bas de la colline. Une route mène à des parkings avant d’arriver au bâtiment principal du village. La "Bastide" est "assez monolithique et abrupt", traitée de "manière très monumentale, en réinterprétant librement l’expression des fermes fortifiées de Provence". Elle abrite notamment l’accueil, une bibliothèque et un restaurant, ainsi que l’administration du centre.
Le village compte 180 logements et bungalows pour 675 lits. Un camping de 60 places ouvre un an plus tard, en 1971.

### La refondation dans les années 1980

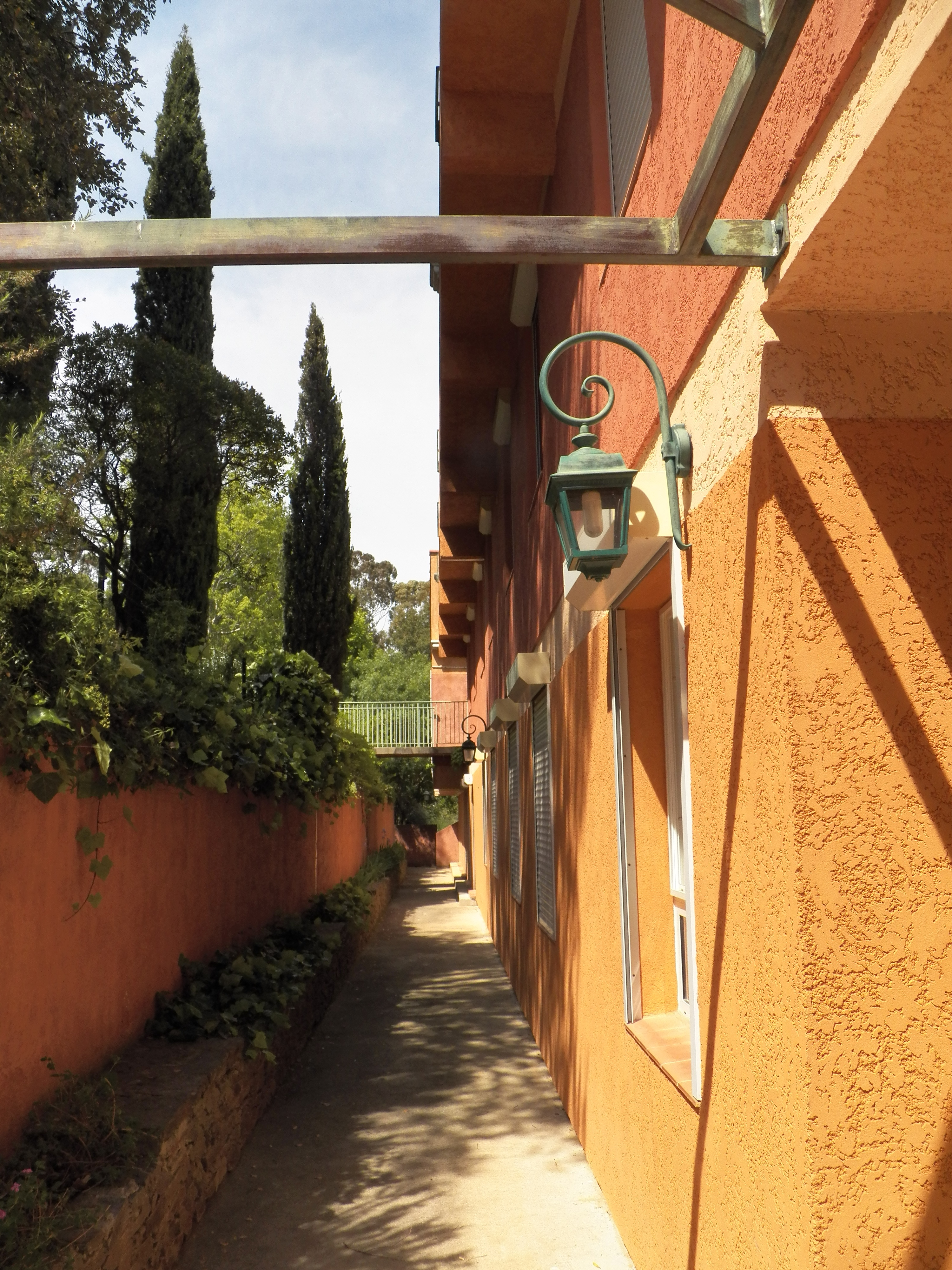
Ruelle du village de vacances Air France

Après moins de vingt ans d’existence, le village est l’objet d’une profonde refonte. L’idée qui a mené le projet initial, défendue au début par le CCE,, est abandonnée, et c’est vers un style plus régionaliste que le comité d’entreprise décide d’aller.
Dans un document d’élaboration du permis de construire, le CCE souhaite désormais une architecture correspondant aux « aspirations du public à retrouver un climat provençal ». Au-delà de la volonté de pallier les problèmes de vétusté notamment, l’architecture moderne est révoquée, tant ses formes et l’organisation de l’espace que l’utilisation du béton : le public ne lui reconnaît pas de caractère "noble" comme le souhaitait Jean Deroche.
Les architectes choisis pour reconfigurer le centre, Jacques Péronne et Hugues Bosc, sont chargés d’améliorer le confort des logements, de créer un hameau supplémentaire et de donner à l’ensemble un style provençal. Les modifications sont importantes ; peu d’éléments du village primitif sont conservés. Jacques Péronne souhaitait préserver un exemple du style Jean Deroche en conservant une cellule-type originelle, ce qui n’avait pas été retenu par le CCE.
Des tuiles sont ajoutées aux logements des hameaux, qui sont agrandis ; le béton est recouvert d’enduit rose malgré les protestations des architectes ayant créé le village. Le projet de cinquième hameau est finalement abandonné.
La réhabilitation du village est assimilée à une nouvelle construction.

### Le Graffionier dans la crise du comité d’entreprise
En 2010, la presse diffuse des extraits d’un audit remettant en cause la gestion du CCE : de nombreuses irrégularités sont pointées ainsi qu’un fort endettement.
Le village de vacances de Gassin est accusé de peser trop lourd dans le patrimoine du comité. Pour permettre le désendettement du comité, la rumeur de mise vente du site de Gassin est évoquée au début de l’année 2011. Elle est démentie par un communiqué officiel.

### Un site emblématique du CCE Air France
Le site TourMag indiquait alors que, « inscrit au patrimoine du CCE Air France depuis plus de 60 ans, le site de Gassin fait partie des sites les plus attractifs du CCE et figure parmi ceux auxquels les agents Air France sont le plus attachés ».« C’est un site qui fonctionne bien avec des taux de remplissage très satisfaisants particulièrement en été », précisait le trésorier général du CCE.
Le site de Gassin possède une notoriété chez les utilisateurs d’Air France. La Confédération générale du travail, qui a été historiquement très liée avec le village et sa direction, met le Graffionier en avant sur la page consacrée au patrimoine du CCE. En 2017, le syndicat évoque une « réalisation audacieuse », créée pour « offrir le soleil à tous » face aux « nombreux promoteurs immobiliers et à la politique agressive des professionnels du tourisme ».
Le village est devenu l’un des grands ensembles emblématiques des constructions de la seconde moitié du XXe siècle sur la Côte d’Azur.

### L’importance des animations
À sa création, l’accent est mis sur l’importance des animations. C’est ce qui a conduit à la création d’infrastructures de loisir nombreuses (terrains de tennis, de volley-ball, de pétanque, de tir à l’arc, la piscine). Ces lieux sont l’occasion de se détendre, mais également d’apprendre avec la présence d’animateurs ou de moniteurs spécialisés. Des cours de danse collective sont organisées, comme l’apprentissage de la natation aux plus jeunes, le tout dans une ambiance conviviale avec notamment la présence centrale du bar.
Des tournois de volley-ball sont organisés avec d’autre comités d’entreprises. L’utilisation de la nature environnante, omniprésente, est réalisée grâce aux chemins de randonnée et à des jeux de piste.
Le village propose également des activités nautiques et l’apprentissage de la nage à partir de son terrain maritime de Cavalaire.

## L’engagement à gauche
Tirant ses racines architecturales à gauche, l’organisation du village Air France a été également influencée par le Parti communiste et la CGT. Les principaux membres dirigeants du club étaient issus du syndicat majoritaire jusqu’aux années 1980 au moins. Les problèmes de conformité des demandes de permis de construire et divers problèmes intervenus pendant la construction sont attribués par les acteurs du CCE à la volonté de ne pas réaliser un village à vocation sociale dans la presqu’île de Saint-Tropez.
L’orientation idéologique du syndicat conduisait à la mise en place durant les vacances de groupes de réflexions et de discussions sur les problèmes sociaux, des programmes éducatifs et des échanges entre l’Est et l’Ouest dans le contexte de la guerre froide : le village n’est pas conçu seulement comme centre de vacances mais également comme lieu d’éducation pour les travailleurs.
Le village accueille d’importants rassemblements syndicaux : le congrès national de la Fédération des transports CGT en 1970 ou le 58e congrès national de la fédération nationale du sous-sol CGT l’année suivante.

### Sources

#### Articles
- « Aménagements touristiques sur la côte d’azur », Architecture d’Aujourd’hui, no 118,‎ 1965, p. 36-38
- Pascale Bartoli, « Une utopie concrète pour l’habitat : Les cités de vacances de la période des « Trente glorieuses ». Bilan de l’historiographie. », Laboratoire INAMA– ENSA-Marseille - 1re année de doctorat,‎ 2010, p. 9 (lire en ligne)
- « Gassin (Var) :Village de vacances du «graffonier» », Techniques et Architecture, no 32(4,‎ 1970, p. 90-93
- François Robichon, « Gassin assassiné », D’Architectures, no 99, février 2000 (pages 39–41).
- P. B., « Gassin : le mépris », D’Architectures, no 93, avril 1999.
- Pascale Bartoli, « Une utopie concrète pour l’habitat :  Les cités de vacances de la période des « Trente glorieuses ». Bilan de l’historiographie. », Séminaire doctoral du DREAM,‎ 2010 (lire en ligne, consulté le 5 février 2018)
- Véronique Kantor, « Le Graffionier », Combat : organe du Mouvement de libération française,‎ 19 juin 1970, p. 11 (lire en ligne )

#### Ouvrages
- Fabrice Amedeo, La Face cachée d’Air France, Flammarion, "En Quête", Paris, 2010, 324 pages.  (ISBN 978-2-08-124028-5)
- Dominique Amouroux, Marco Crettol, Jean-Pierre Monnet, Guide d’architecture contemporaine en France, [Paris], A. A. Technic-union, 1972, (page 80).
- Pascale Bartoli, Expérimentations et innovations des programmes résidentiels de vacances dans la période des Trente Glorieuses. Le cas du littoral varois, thèse de l’École nationale supérieure d’architecture de Marseille, sous la direction de Stéphane Hanrot, 2014.
- Chantal Béret [dir.], Architecture en France. Modernité/ Post-modernité, Exposition, Paris, Centre Georges Pompidou, Centre de création industrielle, 1981, 171 pages.
- Jean-Lucien Bonillo, Michel Lamourdedieu, Représentations et transformations de l’architecture des Trente Glorieuses : Volume 1 - Analyses et synthèse [Rapport de recherche] ENSA-M; INAMA. 2003, 59 pages (pp. 4, 11, 20-21, 27, 46-47). (lire en ligne)
- Jean-Lucien Bonillo, L’architecture du XXe siècle dans le Var, Le patrimoine protégé et labellisé, Ed.Ibernon, 2010
- William Curtis, L’Architecture moderne depuis 1900, Paris, Phaidon, 2004, 736 pages.  (ISBN 9780714894911)
- Marc Emery, Patrice Goulet, Guide Architecture en France depuis 1945, Paris, Groupe Expansion, Architecture d’Aujourd’hui, 1983 (p. 257).
- Gérard Gaudicheau (préf. Claude Mesplède), Du Soleil en partage, Capitolus, 2012, 184 p., « Le Temps des vacances », p. 121-145
- P. Kerans , G. Drover et D. Williams, Welfare and Worker Participation: Eight Case-Studies, Londres, Macmillan, 1988 (p. 207 et sq.). (lire en ligne)
- François Loyer, Histoire de l’architecture française. De la Révolution à nos jours, Paris, Mengès-Caisse nationale des monuments historiques et des sites, 1999 (pages 328 ; 455).
- Jacques Lucan, France Architecture 1965-1988, Paris, Electa Moniteur, "Tendances de l’architecture contemporaine", 1989, 202 pages (p. 10, 12).  (ISBN 2-86653-073-X)
- Jacques Lucan, Architecture en France (1940-2000), Paris, Le Moniteur, "Histoire et théorie", 2001, 375 pages.  (ISBN 2-281-19146-X)
- Taoufik Menouar, Analyse des activités physiques et sportives de vacances et ébauche d'une perspective de développement: A travers l'étude d'un cas : Le village de vacances de Gassin, Nice, Université de Nice - UFR Sciences et techniques des activités physiques et sportives, 1990, 130 p., 30 cm (lire en ligne)
- Gérard Monnier, Joseph Abram (dir.), L’Architecture moderne en France, t. 2 Du Chaos à la croissance. 1940-1966, Paris, Picard, 1999, 328 pages (p. 274-275).  (ISBN 2-7084-0556-X)
- Jean-Yves Toussaint, Monique Zimmermann, Concevoir pour l’existant et autres façons de faire de l’architecture : rapport final - synthèse des recherches de l’appel d’offres "Concevoir pour l’existant d’autres commandes, d’autres pratiques, d’autres métiers" du PUCA (MELT), 2003, (pages 19–25).

#### Documentaire audio
- François Chaslin, François Robichon, Jean Deroche, Jean-Pierre Lefebvre, "Métropolitains" [Enr. sonore] : [Gassin, Banlieues], 6 octobre 1999, Paris, France Culture , 2001, 2 disques compact monoface, (1 h 15 min 48 s). [CD1 François Robichon, historien de l’art, Jean Deroche interviennent sur la récente rénovation du village vacances d’Air France à Gassin dans le Var construit en 1970 par Paul Chemetov et Jean Deroche]
- Jacques Péronne, Pascale Bartoli, Un architecte parle de sa participation aux travaux de réhabilitation et de transformation (1988) du Centre de vacances « Le Graffionier » à Gassin, conçu par Jean Deroche et Paul Chemetov en 1970, 27 mars 2002, Maison Méditerranéenne des Sciences de l’Homme, enregistrement de 32 minutes. (voir la fiche)

#### Documentaire télévisé
- Nat Lilenstein, Marcel Trillat, "Les premières vacances de Monsieur Mercier" in Les vacances. Vivre aujourd’hui, Service des documentaires d’Art, ORTF, 18 juin 1970, 49 min 29 s (regarder en ligne)